# HD 168443 b
إتش دي 168443 بي (بالإنجليزية: HD 168443 b)‏ الذي يرمز له بالرمز HD 168443b، هو كوكب خارج المجموعة الشمسية، في كوكبة الحية، يتبع HD 168443 ‏.

## الاكتشاف
اكتشف في 9 سبتمبر 1998، وكانت طريقة الاكتشاف دوبلر الطيفي.